# Варовичи (Васильковский район)
Варовичи — село Васильковского района Киевской области.
Расположено в 5 км к северу от пгт. Калиновка и железнодорожной станции Васильков-1.
Основано в 1986 году, вероятно, при переселении жителей одноимённого села Полесского района, попавшего в зону отчуждения после аварии на Чернобыльской АЭС.
В 1998 году в Варовичах основан сельсовет.